# Hypocrisy
Hypocrisy so metal skupina iz Švedske. Ustanovljeni so bili leta 1990 v Stockholmu. Njihov stil lahko opišemo kot atmospheric death metal. V začetku so njihova besedila temeljila na antikrističnih / satanističnih besedilih, na kasnejših izdelkih pa so besedila vezana na paranormalnost. Njihova trenutna založba je Nuclear Blast.

## Zasedba

### Trenutna zasedba
- Peter Tägtgren - pevec, kitara
- Mikael Hedlund - bas kitara
- Horgh - bobni

### Nekdanji člani
- Johan Liiva - pevec (1996-2001), bas kitara (1996)
- Martin Bengtsson - bas kitara (1997-1998)
- Peter Wildoer - bobni (1997)
- Andreas Holma - kitara (-2007)

## Diskografija
- Rest in Pain (demo) - 1991
- Nuclear Blast Sample 4 Way Split - 1992 (kompilacija)
- Rest In Pain 92 - 1992 (demo)
- Penetralia - 1992
- Pleasure Of Molestation - 1993 (EP)
- Osculum Obscenum - 1993
- Inferno Devoties - 1994 (EP)
- The Fourth Dimension - 1994
- Maximum Abduction - 1995 (EP)
- Hypocrisy/Meshuggah- 1996 (kompilacija)
- Carved Up - 1996 (single)
- Abducted -1996
- The Final Chapter - 1997
- Hypocrisy Destroys Wacken - 1999 (v živo)
- Hypocrisy - 1999
- Live & Clips  2000 (DVD)
- Into the Abyss - 2000
- Nuclear Blast Festivals 2000 - 2001 (kompilacija)
- 10 Years of Chaos and Confusion - 2001 («best of« kompilacija)
- Catch-22 - 2002
- The Arrival - 2004
- Virus - 2005
- End of Disclosure - 2013